# Canadian Journal of Respiratory Therapy
Canadian Journal of Respiratory Therapy (francés: Revue canadienne de la thérapie respiratoire) es una revista médica trimestral revisada por pares que cubre la investigación sobre terapia respiratoria y neumología. Fue publicada en nombre de la Sociedad Canadiense de Terapeutas Respiratorios por Pulsus Group, hasta que esta empresa fue adquirida por OMICS Publishing Group en 2016. Esto llevó a la sociedad a cancelar su acuerdo de publicación con Pulsus, cambiando en su lugar a Canadian Science publicación. No se produjeron problemas con OMICS. La editora en jefe es Elizabeth Rohrs (Royal Columbian Hospital).

## Métricas de revista
2022
- Web of Science Group : No disponible
- Índice h de Google Scholar: 11
- Scopus: 1.545